# Bandera de Urk

Bandera de Urk.

La bandera de Urk fue adoptada por decisión del consejo el 9 de abril de 1965 como bandera municipal de Urk.

## Descripción
La descripción de la bandera es la siguiente:

Blauw met een witte schelvis, langs de bovenzijde van de vlag een smalle, in twee horizontale banen van rood en wit verdeelde zoom en langs de onderzijde van de vlag een smalle, in twee horizontale banen van rood en wit verdeelde zoom, de zomen met een hoogte van elk 1/6 van de totale vlaghoogte.
Azul con eglefino blanco, a lo largo de la parte superior de la bandera una costura estrecha dividida en dos bandas horizontales de color rojo y blanco y a lo largo de la parte inferior de la bandera una costura estrecha dividida en dos bandas horizontales de color rojo y blanco, las costuras con una altura de cada 1/6 de la altura total de la bandera.

## Historia
La Fundación de Banística y Heráldica hizo el diseño en 1964. El diseño deriva de una antigua costumbre marítima, en la que se han añadido los colores de la bandera holandesa arriba y abajo. También se deriva claramente del escudo de Urk. Como comunidad pesquera, Urk tiene un fuerte vínculo con el mar.